# 閑慶院
閑慶院（かんけいいん）は、高知県安芸市井ノ口にある寺院。宗派は曹洞宗、本尊は阿弥陀如来で、新四国曼荼羅霊場第60番札所。
御詠歌：童謡の　調べに和する　鐘の音は　吉あり慶あり　道ひらくてら

## 概要・歴史
創建年代は不詳であるが、永禄年間、浄貞寺三世を勧請して開山とした。明治初年の廃仏毀釈により廃寺になるも時の住職泰心が死守し、やがて、檀家である三菱創始者の岩崎家の興隆を背景に永平寺61世環渓密雲禅師を復立開山に拝請し、明治16年3月直末寺として再興した。岩崎弥太郎の母の供養と弥太郎の17回忌にあたり寄進を受け明治34年に本堂鐘楼などの現在の堂宇が建てられた。

## 交通案内
鉄道
- 土佐くろしお鉄道ごめん・なはり線 安芸駅よりタクシーで約10分。

## 前後の札所
新四国曼荼羅霊場
59番 薬師寺-- 60番 閑慶院 --61番 定福寺

## 周辺

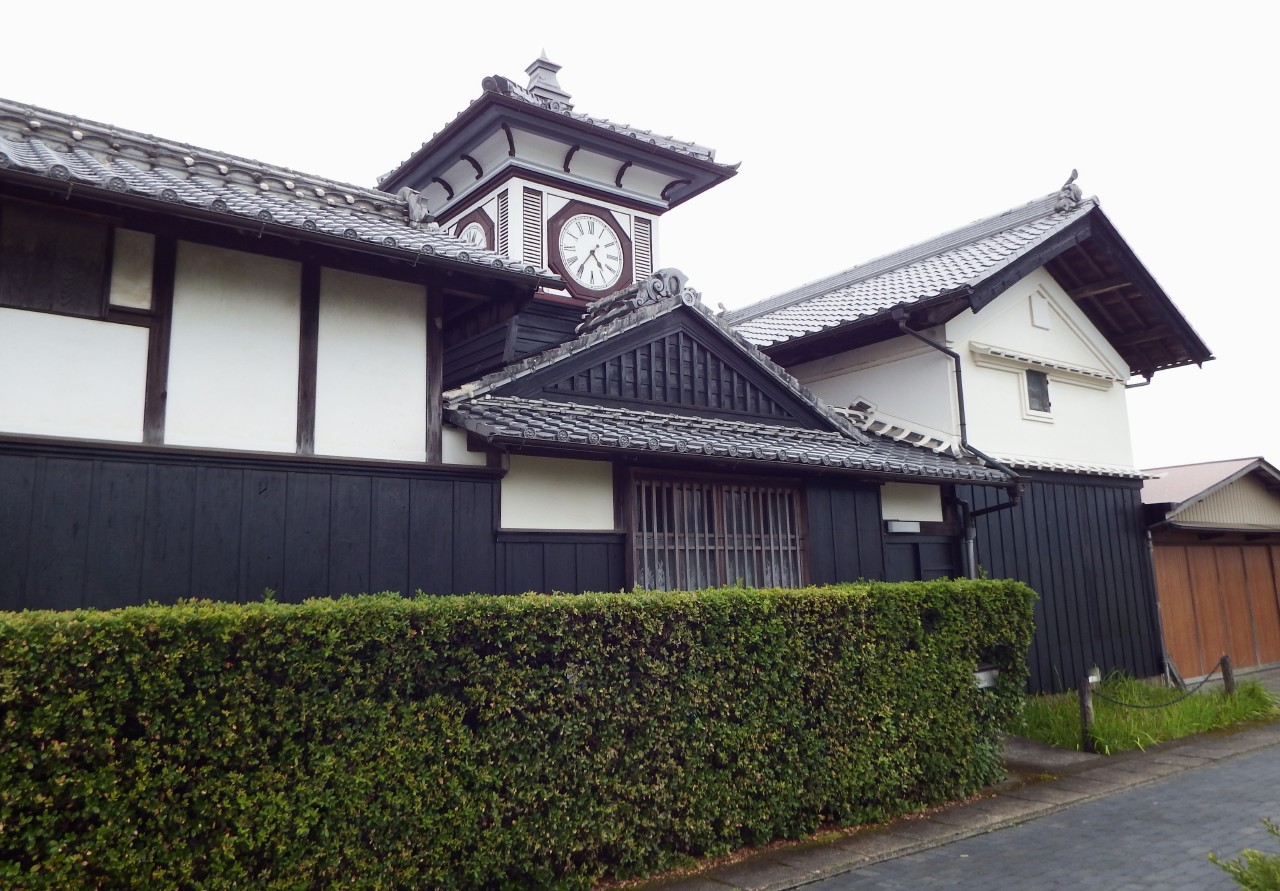
野良時計

- 野良時計
- 岩崎弥太郎生家